# Mánchenki
Mánchenki (en ucraniano: Манченки, romanizado: Mánchenky; en ruso: Манченки) es un pueblo ucraniano perteneciente al óblast de Járkov. Situado en el noreste del país, forma parte del raión de Járkov y del municipio (hromada) de Liubotín.

## Geografía
Mánchenki se encuentra aproximadamente a 30 km al oeste de Járkov. 

## Historia
El asentamiento surgió en 1765 y en el siglo XIX se conoció como jútor Manchenkov (en ruso: хутора Манченков), ya que era propiedad de la  familia cosaca Manchenko, que se dedicaba a la cría y venta de razas raras de caballos a las cortes de altos funcionarios en Kiev, Moscú y San Petersburgo. El pueblo fue una aldea en el uyezd de Járkov de la gobernación de Járkov del Imperio ruso.
En 1917, como resultado de la deskulakización, algunos miembros del clan Manchenko fueron fusilados por los comunistas y otros fueron reasentados en la aldea de Mogilev del óblast de Dnipropetrovsk.
Durante la Segunda Guerra Mundial, Mánchenki estuvo bajo ocupación alemana de 1941 a 1943.
En 1957 se le asignó el estatus de asentamiento de tipo urbano.
En 2004, la propiedad del campamento militar n.º 243 de las tropas ferroviarias ubicado en la aldea fue transferida al resto de la Ministerio de Transporte de Ucrania.En 2023, Mánchenki perdió el estatus de asentamiento de tipo urbano en la legislación ucraniana debido a la eliminación de este estatus administrativo.

## Demografía
La evolución de la población de Mánchenki entre 1989 y 2022 fue la siguiente:
| 1445                                                          | 1192 | 822 | 703 | 717 | 665 |
| (Fuente: Cities & Towns of Ukraine y UKRAINE: Größere Städte) |      |     |     |     |     |

Según el censo de 2001, la lengua materna de la mayoría de los habitantes, el 90,44%, es el ucraniano; y del 8,98% es el ruso.

## Infraestructura

### Transporte
La estación de tren de Mánchenki se encuentra en la línea férrea que conecta Járkov con Bojodújiv y Sumy. El asentamiento tiene acceso a la autopista M03 que conecta Járkov con Kiev.